# Strmca (gmina Laško)
Strmca – wieś w Słowenii, w gminie Laško. W 2018 roku liczyła 433 mieszkańców.